# Слудка (Ленский район)
Слудка — деревня в Ленском районе Архангельской области. Входит в состав Сойгинского сельского поселения.
Население на 2010 год — 0 чел.

## География
Находится в юго-восточной части Архангельской области на расстоянии приблизительно 97 км на юго-запад по прямой от административного центра района села Яренск на правобережье Вычегды.

## История
В 1859 году здесь (деревня Сольвычегодского уезда Вологодской губернии) было учтено 4 двора.

## Население
Численность населения: 22 человека (1859 год), 0 как в 2002 году, так и в 2010.